# Verkeersschout
Een verkeersschout in Nederland was van 1972 tot 1996 een functie binnen het Nederlandse openbaar ministerie die gelijk was aan een officier van justitie maar wiens bevoegdheid beperkt was tot zaken die strafbaar waren volgens de Wegenverkeerswet of de Wet aansprakelijkheidsverzekering motorrijtuigen.
De functie werd in het leven geroepen door de toenmalige minister van Justitie Dries van Agt om de druk op het openbaar ministerie te verlichten. Aspirant verkeersschouten kregen een verkorte opleiding (drie jaar) in de rechten. Deze opleiding werd in 1983 gestopt omdat de behandeling van verkeersovertredingen toen geen knelpunt meer was.